# Bram Buijs
Abraham (Bram) Buijs (Arnemuiden, 7 september 1923 - Amsterdam, 4 januari 1987) was een Nederlands syndicalist en politicus.

## Levensloop
Buijs was van beroep timmerman. In 1949 werd hij voor de Partij van de Arbeid verkozen tot gemeenteraadslid van Vlissingen. Hij bleef in Vlissingen tot hem in 1954 gevraagd werd de Amsterdamse afdeling van de Algemene Nederlandsche Bouwbedrijfsbond (ANB) te leiden.
In 1964 volgde hij Cornelis Brandsma op als voorzitter van de ANB. Onder zijn bestuur fuseerde deze NVV-vakcentrale op 1 januari 1971 met de Algemene Bedrijfsbond voor Meubilerings- en Houtbedrijven (ABMH) tot Algemene Nederlandse Bond voor de Bouw- en Houtnijverheid (in de volksmond Bouwbond NVV). Vervolgens richtte hij met Leo Brouwer van de NKV-vakcentrale Katholieke Bond voor de Bouw- en Houtnijverheid (KBBH) de 'Federatie Bouwbonden NVV-NKV' op en bouwden ze in Woerden een gezamenlijk hoofdkantoor. Op 1 januari 1982 volgde vervolgens de fusie van deze vakcentrales en ontstond de Bouw- en Houtbond (B&HB). In 1985 werd hij als voorzitter van deze FNV-vakcentrale opgevolgd door Jan Schuller.
Daarnaast was Buijs van 1969 tot 1985 voorzitter van de Internationale Federatie der Bouw- en Houtbewerkers (IFBH). Hij volgde in deze hoedanigheid de Brit James Mills op, zelf werd hij opgevolgd door de Duitser Konrad Carl.